# لوسین کوسو
لوسین کوسو (فرانسوی: Lucien Cossou‎؛ زادهٔ ۲۹ ژانویهٔ ۱۹۳۶) بازیکن سابق فوتبال اهل فرانسه است.
از باشگاه‌هایی که در آن بازی کرده‌است می‌توان به باشگاه فوتبال موناکو و باشگاه فوتبال المپیک لیون اشاره کرد.
وی همچنین در تیم ملی فوتبال فرانسه بازی کرده‌است.